# Saint-Loubès
Saint-Loubès [sɛ̃ lubɛs] est une commune du Sud-Ouest de la France située dans le département de la Gironde, en région Nouvelle-Aquitaine.

## Géographie

### Localisation
La commune de Saint-Loubès se situe dans l'Entre-deux-Mers, sur la rive gauche (sud) de la Dordogne, à 18 km au nord-est de Bordeaux, chef-lieu du département et d'arrondissement, à 7,5 km au nord-est de Carbon-Blanc . Elle est bordée à l'est par la Laurence, un ruisseau affluent de la Dordogne.
La commune fait partie de l'aire d'attraction de Bordeaux et de son unité urbaine.

### Communes limitrophes
Les communes limitrophes en sont, sur la rive gauche de la Dordogne, Izon à l'est, Saint-Sulpice-et-Cameyrac au sud-est, Montussan au sud-sud-est, Yvrac au sud-sud-ouest, Sainte-Eulalie au sud-ouest, Ambarès-et-Lagrave à l'ouest et Saint-Vincent-de-Paul au nord-ouest ; sur la rive droite, se trouvent d'ouest en est, Cubzac-les-Ponts à l'extrême nord-ouest, en quadripoint (point de la surface de la Terre où quatre frontières différentes se rejoignent), Saint-Romain-la-Virvée au nord-nord-ouest, Asques au nord, à nouveau Saint-Romain-la-Virvée au nord-nord-est, cette commune enserrant celle d'Asques le long de la Dordogne et Lugon-et-l'Île-du-Carnay à l'extrême nord-est.
| Cubzac-les-Ponts {\displaystyle +} (quadripoint) Saint-Vincent-de-Paul | Saint-Romain- la-Virvée Asques la-Virvée La Dordogne | Lugon-et-l'Île-du-Carnay  |
| Ambarès-et-Lagrave                                                     | Saint-Loubès                                         | Izon                      |
| Sainte-Eulalie                                                         | Yvrac Montussan                                      | Saint-Sulpice-et-Cameyrac |

### Climat
Pour des articles plus généraux, voir Climat de la Nouvelle-Aquitaine et Climat de la Gironde.
Historiquement, la commune est exposée à un climat océanique aquitain.  
En 2020, Météo-France publie une typologie des climats de la France métropolitaine dans laquelle la commune est exposée à un climat océanique et est dans la région climatique  Aquitaine, Gascogne, caractérisée par une pluviométrie abondante au printemps, modérée en automne, un faible ensoleillement au printemps, un été chaud (19,5 °C), des vents faibles, des brouillards fréquents en automne et en hiver et des orages fréquents en été (15 à 20 jours).
Pour la période 1971-2000, la température annuelle moyenne est de 13 °C, avec une amplitude thermique annuelle de 14,6 °C. Le cumul annuel moyen de précipitations est de 880 mm, avec 12 jours de précipitations en janvier et 6,4 jours en juillet. Pour la période 1991-2020, la température moyenne annuelle observée sur la station météorologique la plus proche, située sur la commune de Saint-Gervais à 12 km à vol d'oiseau, est de 13,9 °C et le cumul annuel moyen de précipitations est de 824,9 mm,. Pour l'avenir, les paramètres climatiques de la commune estimés pour 2050 selon différents scénarios d’émission de gaz à effet de serre sont consultables sur un site dédié publié par Météo-France en novembre 2022.

### Milieux naturels et biodiversité

#### Natura 2000
La Dordogne est un site du réseau Natura 2000 limité aux départements de la Dordogne et de la Gironde, et qui concerne les 104 communes riveraines de la Dordogne, dont Saint-Loubès,. Seize espèces animales et une espèce végétale inscrites à l'annexe II de la directive 92/43/CEE de l'Union européenne y ont été répertoriées.

#### ZNIEFF
Saint-Loubès fait partie des 102 communes concernées par la zone naturelle d'intérêt écologique, faunistique et floristique (ZNIEFF) de type II « La Dordogne »,, dans laquelle ont été répertoriées huit espèces animales déterminantes et cinquante-sept espèces végétales déterminantes, ainsi que quarante-trois autres espèces animales et trente-neuf autres espèces végétales.

## Urbanisme

### Typologie
Au 1er janvier 2024, Saint-Loubès est catégorisée ceinture urbaine, selon la nouvelle grille communale de densité à sept niveaux définie par l'Insee en 2022.
Elle appartient à l'unité urbaine de Bordeaux, une agglomération intra-départementale regroupant 73  communes, dont elle est une commune de la banlieue,,. Par ailleurs la commune fait partie de l'aire d'attraction de Bordeaux, dont elle est une commune de la couronne,. Cette aire, qui regroupe 275 communes, est catégorisée dans les aires de 700 000 habitants ou plus (hors Paris),.

### Occupation des sols

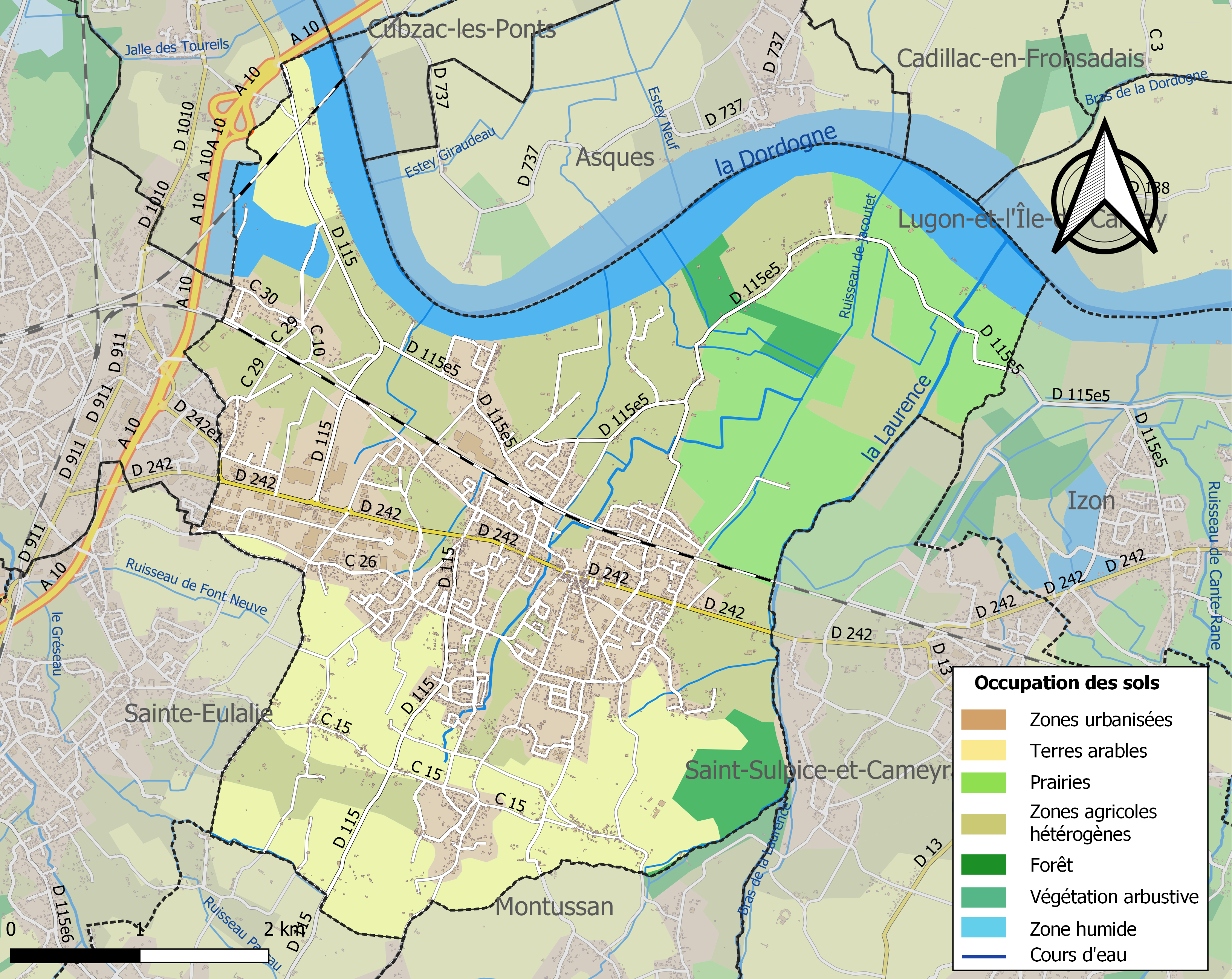
Carte des infrastructures et de l'occupation des sols de la commune en 2018 (CLC).

L'occupation des sols de la commune, telle qu'elle ressort de la base de données européenne d’occupation biophysique des sols Corine Land Cover (CLC), est marquée par l'importance des territoires agricoles (61,7 % en 2018), en diminution par rapport à 1990 (74,9 %). La répartition détaillée en 2018 est la suivante : 
zones agricoles hétérogènes (27,8 %), cultures permanentes (20,1 %), zones urbanisées (19,9 %), prairies (13,8 %), eaux continentales (10 %), zones industrielles ou commerciales et réseaux de communication (5 %), forêts (3,5 %). L'évolution de l’occupation des sols de la commune et de ses infrastructures peut être observée sur les différentes représentations cartographiques du territoire : la carte de Cassini (XVIIIe siècle), la carte d'état-major (1820-1866) et les cartes ou photos aériennes de l'IGN pour la période actuelle (1950 à aujourd'hui).

### Voies de communication de transports
La principale voie de communication routière traversant le territoire communal est la route départementale D 242 qui traverse la ville et mène, vers l'ouest, en direction d'Ambarès-et-Lagrave, à l’accès no 42 de l'autoroute A10 et à la route départementale D 911 (Saint-Vincent-de-Paul et Cubzac-les-Ponts au nord, Carbon-Blanc et Lormont au sud) et, vers l'est, à Saint-Sulpice-et-Cameyrac et Izon et au-delà à Libourne ; depuis cette D 242, commence la route départementale D 115 qui mène, vers le sud-sud-ouest, à Yvrac et à l'accès no 2 de l'autoroute A89 ; une route communale mène, vers le sud-est, à l'accès no 4 de l'autoroute A89.
Accès autoroutier :
- par l'autoroute A89, accès no 4 de Saint-Loubès et Pompignac ;
- par l'autoroute A10, accès no 42 de Saint-Loubès.

La commune abrite une gare SNCF sur la ligne de Coutras à Bordeaux-Saint-Jean du TER Nouvelle-Aquitaine, sur l'axe de la ligne de Paris-Austerlitz à Bordeaux-Saint-Jean.

### Risques majeurs
Le territoire de la commune de Saint-Loubès est vulnérable à différents aléas naturels : météorologiques (tempête, orage, neige, grand froid, canicule ou sécheresse), inondations et séisme (sismicité faible). Il est également exposé à un risque technologique, la rupture d'un barrage. Un site publié par le BRGM permet d'évaluer simplement et rapidement les risques d'un bien localisé soit par son adresse soit par le numéro de sa parcelle.

#### Risques naturels
La commune fait partie du territoire à risques importants d'inondation (TRI) de Libourne, regroupant les 20 communes concernées par un risque de submersion marine ou de débordement de la Dordogne, un des 18 TRI qui ont été arrêtés fin 2012 sur le bassin Adour-Garonne. Les événements significatifs aux XIXe et XXe siècles sont les crues de 1843 (6,80 m l'échelle de Libourne), de 1866 (6,40 m) et du 10 février 1944 (6,38 m) et du 27 décembre 1999 (6,36 m). Au XXIe siècle, les événements les plus marquants sont les crues de mars 2010 (5,55 m) et du 31 janvier 2014 (5,97 m). Des cartes des surfaces inondables ont été établies pour trois scénarios : fréquent (crue de temps de retour de 10 ans à 30 ans), moyen (temps de retour de 100 ans à 300 ans) et extrême (temps de retour de l'ordre de 1 000 ans, qui met en défaut tout système de protection). La commune a été reconnue en état de catastrophe naturelle au titre des dommages causés par les inondations et coulées de boue survenues en 1982, 1984, 1988, 1992, 1999, 2009, 2013 et 2021,.

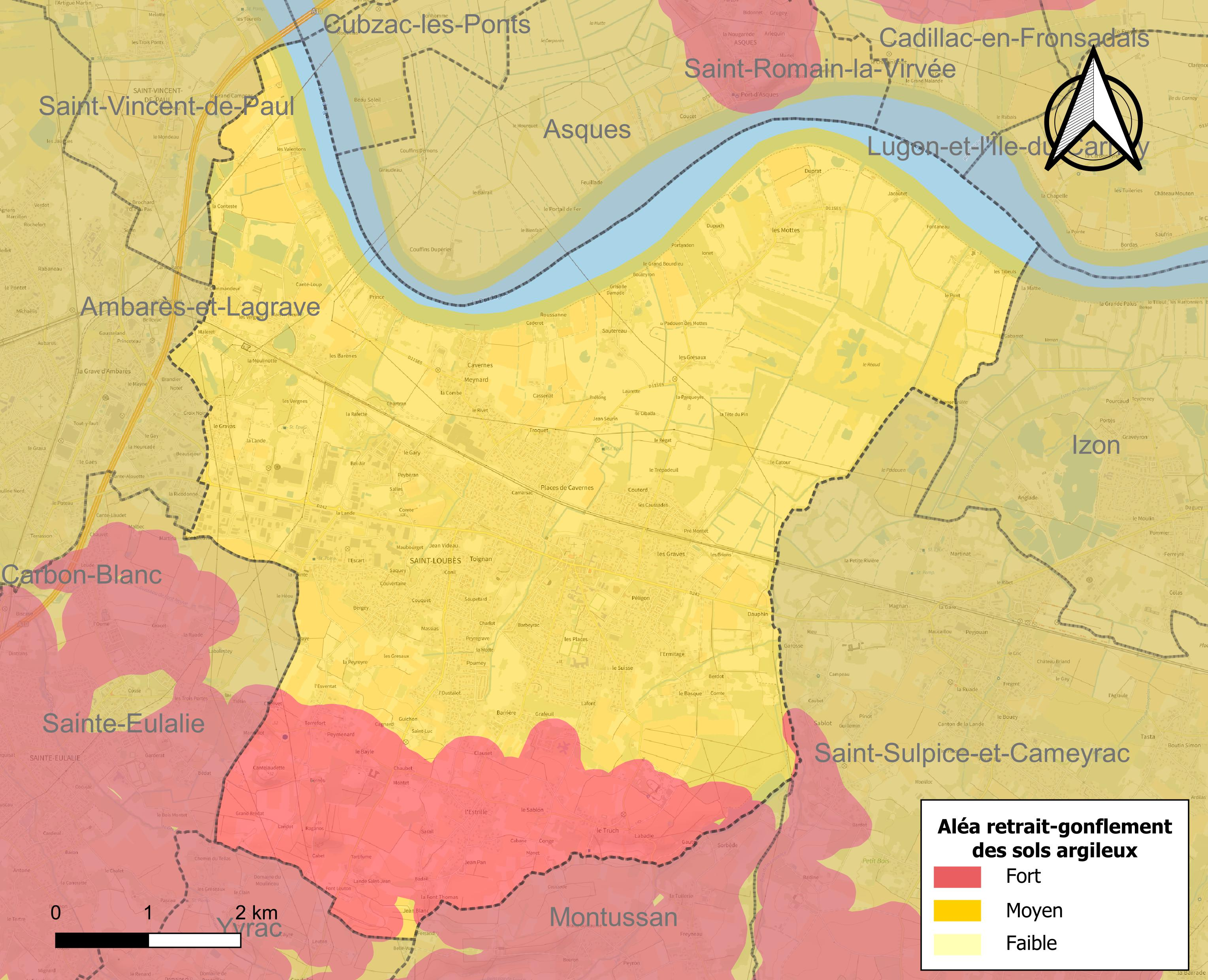
Carte des zones d'aléa retrait-gonflement des sols argileux de Saint-Loubès.

Le retrait-gonflement des sols argileux est susceptible d'engendrer des dommages importants aux bâtiments en cas d’alternance de périodes de sécheresse et de pluie. 95,1 % de la superficie communale est en aléa moyen ou fort (67,4 % au niveau départemental et 48,5 % au niveau national). Sur les 3 613 bâtiments dénombrés sur la commune en 2019,  3 613 sont en aléa moyen ou fort, soit 100 %, à comparer aux 84 % au niveau départemental et 54 % au niveau national. Une cartographie de l'exposition du territoire national au retrait gonflement des sols argileux est disponible sur le site du BRGM,.
Concernant les mouvements de terrains, la commune a été reconnue en état de catastrophe naturelle au titre des dommages causés par la sécheresse en 2003, 2011 et 2017 et par des mouvements de terrain en 1999.

#### Risques technologiques
La commune est en outre située en aval du  barrage de Bort-les-Orgues, un ouvrage sur la Dordogne de classe A soumis à PPI, disposant d'une retenue de 477 millions de mètres cubes. À ce titre elle est susceptible d’être touchée par l’onde de submersion consécutive à la rupture de cet ouvrage.

## Toponymie
Le nom de la commune a pour origine le nom déformé de saint Loup, évêque de Troyes en 426 et défenseur de la ville contre Attila, mort en 478.
En gascon, le nom de la commune est Sent Lobés.

## Politique et administration
La commune de Saint-Loubès fait partie de l'arrondissement de Bordeaux. À la suite du découpage territorial de 2014 entré en vigueur à l'occasion des élections départementales de 2015, la commune est transférée du canton de Carbon-Blanc supprimé au nouveau canton de la Presqu'île,. Saint-Loubès fait également partie de la Communauté de communes Les Rives de la Laurence.

### Liste des maires
| Période                                  | Période  | Identité         | Étiquette | Qualité                                                   |
| ---------------------------------------- | -------- | ---------------- | --------- | --------------------------------------------------------- |
| 1971                                     | 2008     | Serge Roux       | PS        | Président de la CC du secteur de Saint-Loubès (2000-2014) |
| 2008                                     | 2020     | Pierre Durand    | PS        | Retraité                                                  |
| 2020                                     | En cours | Emmanuelle Favre | DIV       |                                                           |
| Les données manquantes sont à compléter. |          |                  |           |                                                           |

## Démographie
Les habitants sont appelés les Loubésiens.
L'évolution du nombre d'habitants est connue à travers les recensements de la population effectués dans la commune depuis 1793. Pour les communes de moins de 10 000 habitants, une enquête de recensement portant sur toute la population est réalisée tous les cinq ans, les populations de référence des années intermédiaires étant quant à elles estimées par interpolation ou extrapolation. Pour la commune, le premier recensement exhaustif entrant dans le cadre du nouveau dispositif a été réalisé en 2006.

En 2022, la commune comptait 10 057 habitants, en évolution de +7,27 % par rapport à 2016 (Gironde : +6,91 %, France hors Mayotte : +2,11 %).
| 1793  | 1800  | 1806  | 1821  | 1831  | 1836  | 1841  | 1846  | 1851  |
| ----- | ----- | ----- | ----- | ----- | ----- | ----- | ----- | ----- |
| 2 396 | 2 326 | 2 520 | 2 474 | 2 474 | 2 516 | 2 478 | 2 520 | 2 541 |

| 1856  | 1861  | 1866  | 1872  | 1876  | 1881  | 1886  | 1891  | 1896  |
| ----- | ----- | ----- | ----- | ----- | ----- | ----- | ----- | ----- |
| 2 515 | 2 520 | 2 555 | 2 365 | 2 463 | 2 468 | 2 636 | 2 718 | 2 729 |

| 1901  | 1906  | 1911  | 1921  | 1926  | 1931  | 1936  | 1946  | 1954  |
| ----- | ----- | ----- | ----- | ----- | ----- | ----- | ----- | ----- |
| 2 870 | 2 853 | 2 798 | 2 900 | 2 792 | 2 652 | 2 655 | 2 588 | 2 808 |

| 1962  | 1968  | 1975  | 1982  | 1990  | 1999  | 2006  | 2011  | 2016  |
| ----- | ----- | ----- | ----- | ----- | ----- | ----- | ----- | ----- |
| 3 068 | 3 328 | 4 027 | 4 956 | 6 207 | 7 090 | 7 639 | 8 113 | 9 375 |

| 2021   | 2022   | - | - | - | - | - | - | - |
| ------ | ------ | - | - | - | - | - | - | - |
| 10 005 | 10 057 | - | - | - | - | - | - | - |

## Économie
Raffinerie de Saint-Loubès créée en 1883 par Alexandre Deutsch et inaugurée en 1886 par Alfred Guérard.

## Culture locale et patrimoine

### Lieux et monuments

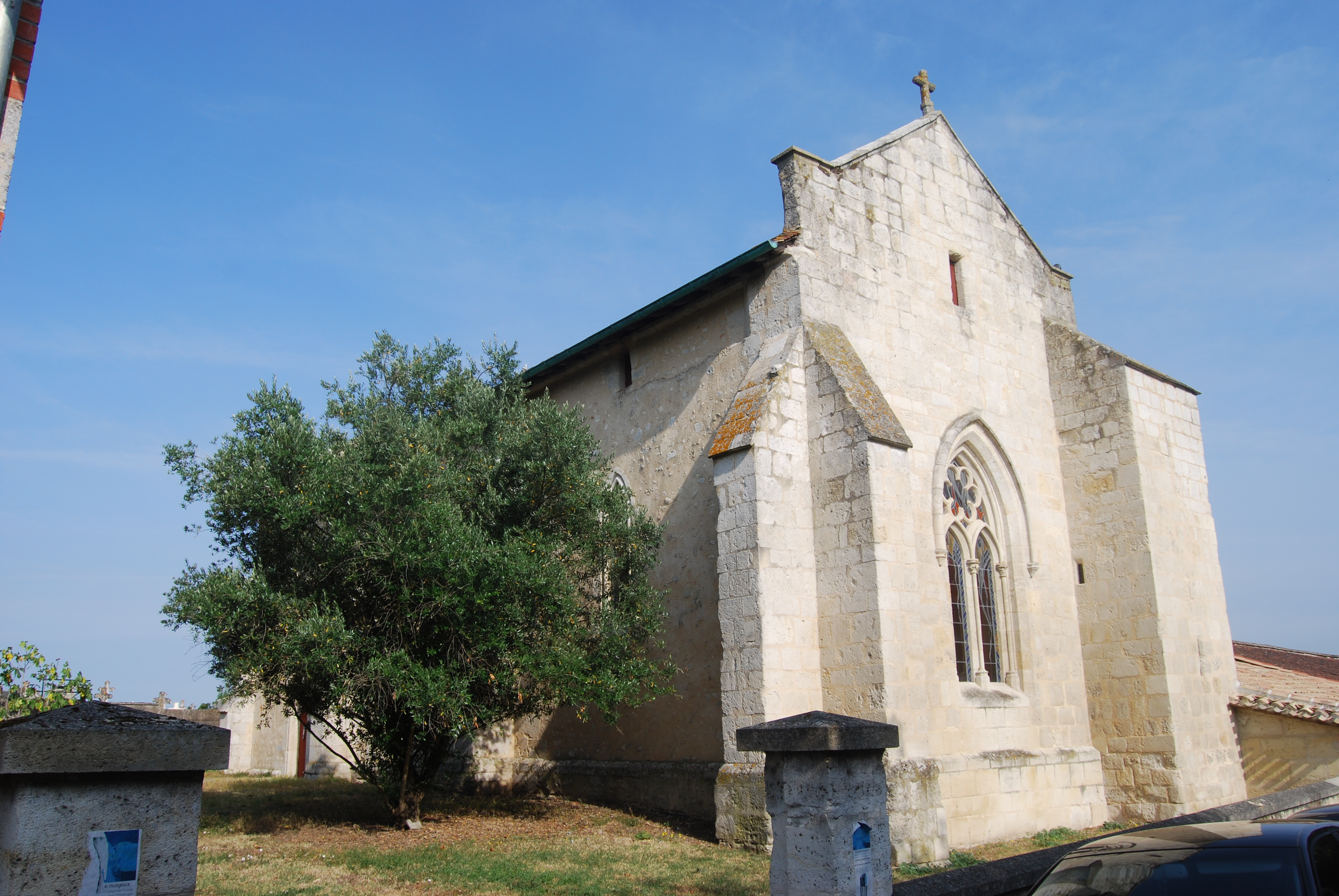
La chapelle Saint-Loup

- Château de Reignac. Vin, vignoble, château, Établissement vinicole et dégustation du vin. Le Château actuel fut construit au 16ème Siècle par le Seigneur Baude de Peyron.
- Chapelle Saint-Loup du XIe siècle, inscrite au titre des monuments historiques en 1992[41].
- Église Saint-Pierre de Saint-Loubès. Elle est inscrite à l'Inventaire général du patrimoine culturel[42].

### Personnalités liées à la commune
- Paul-Jean Toulet (1867-1920), écrivain, a vécu un temps chez sa sœur dans la commune.
- Maurice Leuvielle (1881-1959), rugbyman, né dans la commune.
- Max Linder (1883-1925), réalisateur et acteur français du burlesque, né dans la commune.
- René Labat (1904-1974), assyriologue français, né dans la commune.
- Sophie Davant (1963), animatrice de télévision, comédienne et journaliste, née dans la commune.

### Héraldique
| Blason de {{{commune}}} | Blason  | De gueules à la barque de sable de front, habillée d'argent, grand-voile à senestre et foc à dextre, au chef d'or chargé d'un loup passant de sable. |
| Blason de {{{commune}}} | Détails | Officiel, présent sur le site internet de la commune                                                                                                 |